# س. ستيفن إيفانز
س. ستيفن إيفانز (بالإنجليزية: C. Stephen Evans)‏ هو كاتب أمريكي، ولد في 1948 في الولايات المتحدة.